# Bonfim de Feira

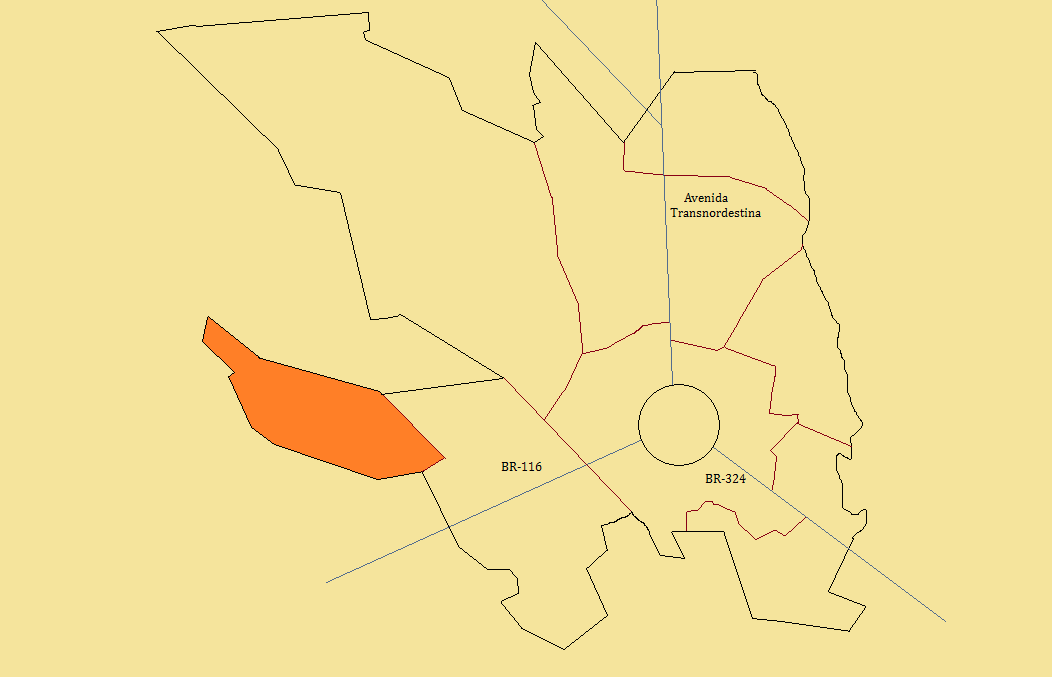
Localização do distrito, em cor laranja.

Bonfim de Feira é um distrito do município de Feira de Santana, na Bahia.
Os registros indicam o povoamento no distrito de Bonfim de Feira desde 1783 quando houve a doação de um terreno para construção da Igreja Senhor do Bonfim.
Até 1943 o distrito era denominado Itacuruçá.
O distrito está situado a 31 quilômetros da sede de Feira de Santana, entre a região do recôncavo e do sertão baiano. É cortado pelo Ribeirão do Cavaco que deságua no Rio Jacuípe e por mais dois rios secundários – o Riacho da Mussuca e do Cabano.